# Elbenschwand
Elbenschwand ist seit dem 1. Januar 2009 ein Ortsteil der Gemeinde Kleines Wiesental im Landkreis Lörrach in Baden-Württemberg.

## Geografie

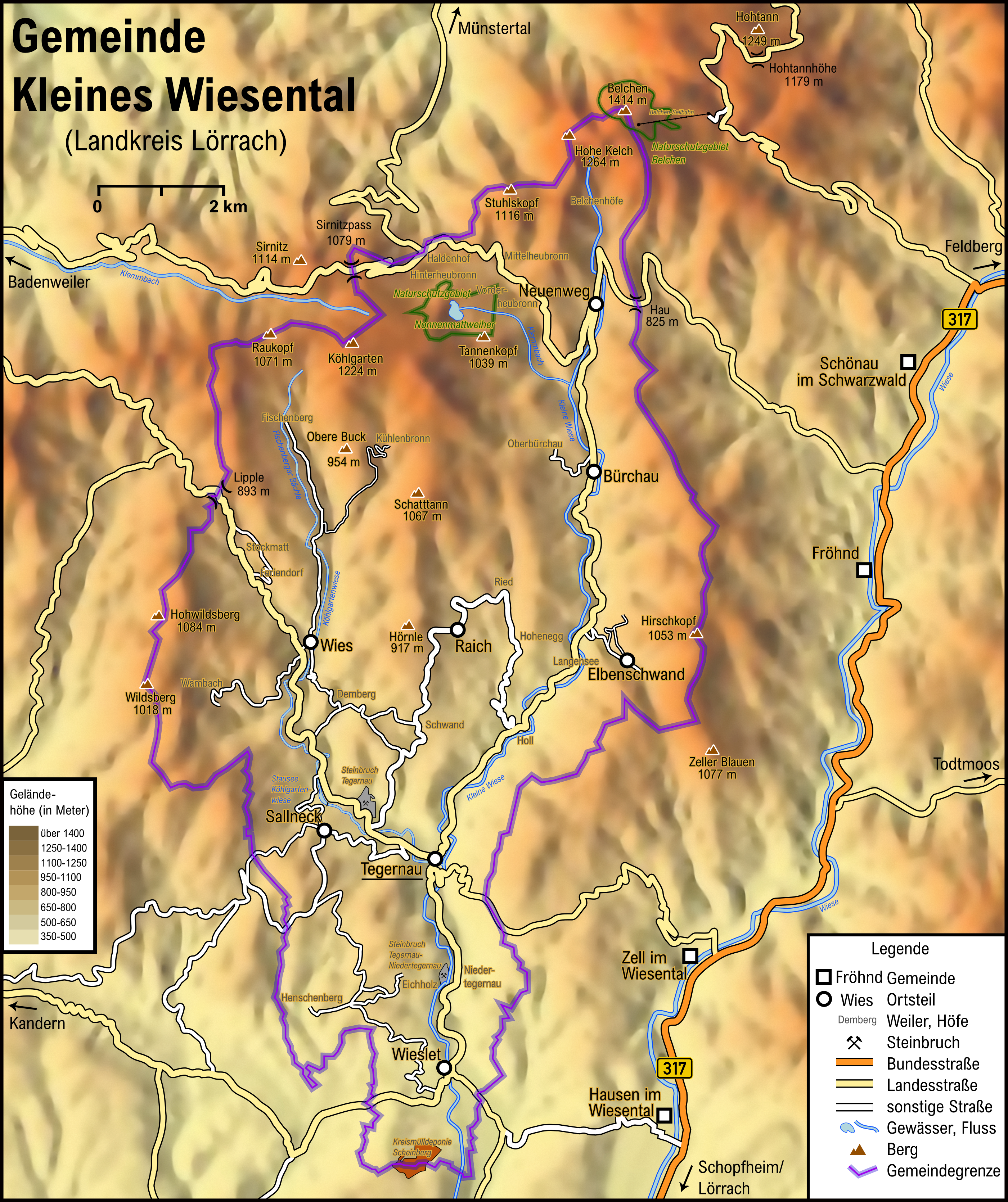
Karte der Gemeinde Kleines Wiesental

Elbenschwand liegt im Naturpark Südschwarzwald im Tal der Kleinen Wiese in 500 bis 1000 Meter Höhe. Wälder nehmen 72 % der früheren Gemeindefläche ein.
Im Gebiet der früheren Gemeinde Elbenschwand liegen die Dörfer Elbenschwand (Hinter- und Vorderdorf), Holl und Langensee und die Häusergruppe Buck. Im früheren Gemeindegebiet liegt die Wüstung Gebinbach.

## Geschichte
Elbenschwand wurde im Jahre 1278 in einer Schenkungsurkunde des Klosters St. Blasien erstmals erwähnt. Das Kloster war Grundherr bis zu dessen Säkularisation im Jahre 1806. Langensee wurde 1934 eingemeindet, Holl gehörte zu dieser Zeit schon zu Langensee. 
Im April 1945 wurden im Wald über Elbenschwand fünf jugendliche Zwangsarbeiter aus Osteuropa kurz vor dem Einmarsch der französischen Armee durch das NS-Regime ermordet.

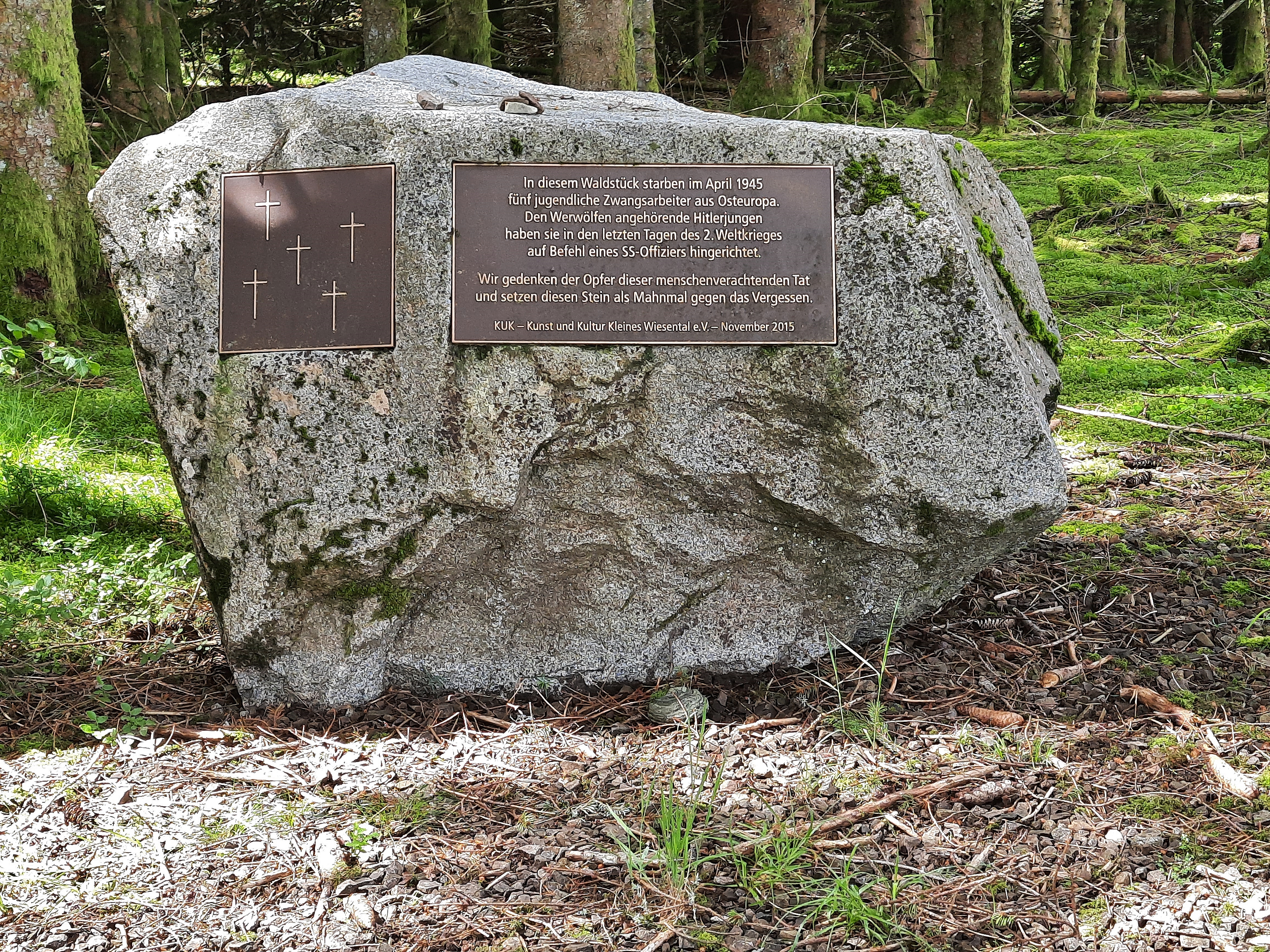
Gedenkstein für die ermordeten Zwangsarbeiter.

Am 1. Januar 2009 wurde die zuvor selbstständige Gemeinde Elbenschwand in die neu gegründete Gemeinde Kleines Wiesental eingegliedert. Die Gemeinde Elbenschwand gehörte dem Gemeindeverwaltungsverband „Kleines Wiesental“ mit Sitz in Tegernau an.
In Elbenschwand gibt es keine Schule, Grund- und Hauptschule befinden sich im benachbarten Tegernau, Realschule und Gymnasium in Schopfheim, Lörrach oder Schönau.
In dem Buch „Das Bauerndorf im Schwarzwald“ schildert die Autorin Edith Flubacher ihre Kindheit in Elbenschwand in der Zeit vor 1936.

## Wappen
Blasonierung: „In Silber auf grünem Schildfuß eine grüne Ulme mit schwarzem Stamm.“ Das Wappen wurde vom Generallandesarchiv Karlsruhe gestaltet und von der Gemeinde 1904 angenommen. Die Ulme wurde von Elben oder Elmen (=Ulmen) abgeleitet. Elbenschwand als der Ort an dem Ulmen geschwendet (=gerodet) wurden.

## Veranstaltungen
Sofern es die Schneeverhältnisse gestatten wird jeweils im Januar/Februar ein Hornschlittenrennen ausgetragen. Nach 2006 konnte erst 2015 wieder ein solches Rennen durchgeführt werden.

## Persönlichkeiten
- Karl Seith, Heimatforscher, geboren am 22. Dezember 1890 in Elbenschwand-Langensee